# Sambor Grucza
Sambor Franciszek Grucza (ur. 26 listopada 1964) – polski germanista, językoznawca, profesor nauk humanistycznych, profesor Instytutu Komunikacji Specjalistycznej i Interkulturowej Wydziału Lingwistyki Stosowanej Uniwersytetu Warszawskiego, prorektor UW od 2020.

## Życiorys
Sambor Grucza wychował się w Warszawie. W latach 1983–1989 studiował na Uniwersytecie Warszawskim lingwistykę stosowaną w zakresie języka niemieckiego i angielskiego, uzyskując tytuł magistra. W latach 1984–1988 studiował na Uniwersytecie Kraju Saary w Saarbrücken, gdzie otrzymał tytuł Magister Atrium. W 1994 tamże obronił pracę doktorską Referenz von Nominalphrasen im Polnischen und Deutschen (nostryfikowaną w 1996 na Uniwersytecie Wrocławskim). Stopień doktora habilitowanego uzyskał w 2005 na WLS UW, przedstawiając dzieło Od lingwistyki tekstu do lingwistyki tekstu specjalistycznego. 23 kwietnia 2009 nadano mu tytuł profesora nauk humanistycznych.
Specjalizuje się w zakresie metalingwistyki, lingwistyki, lingwistyki języków specjalistycznych, glottodydaktyki i translatoryki oraz badań okulograficznych.
W latach 1989–1999 pracował w Międzyuczelnianym Ośrodku Metodyki Nauczania Języków Obcych UW. W latach 1994–1996 wykładał także w Kolegium Języka Niemieckiego w Łomży. Od 1999 związany z Wydziałem Lingwistyki Stosowanej UW.
Pełnił bądź pełni szereg funkcji na Uniwersytecie Warszawskim, m.in. dziekana WLS (2008–2012, 2016–2020), dyrektora Instytutu Komunikacji Specjalistycznej i Interkulturowej UW (2012–2016) oraz prorektora UW ds. współpracy i spraw pracowniczych (kadencja 2020–2024).
Doktoraty pod jego kierunkiem uzyskali, m.in.: Paweł Szerszeń (2008), Joanna Osiejewicz (2010), Justyna Alnajjar (2012).
Jest członkiem m.in. Polskiego Towarzystwa Lingwistyki Stosowanej, Stowarzyszenia Germanistów Polskich, Polskiego Towarzystwa Językoznawstwa i Polskiego Towarzystwa Neofilologicznego.

## Publikacje
- 1994: Referenz von Nominalphrasen im Deutschen und Polnischen. Eine konfrontative Untersuchung und ihre glottodidaktischen Implikationen[1]
- 2005: Grażyna Zendrowska-Korpus, Sprachliche Schematismen und ihre Vermittlung im Unterricht DaF. (= Andrzej Kątny, ed., Danziger Beiträge zur Germanistik Bd. 12). Peter lang Verlag: Frankfurt am Main etc[1]
- 2007: Glottodydaktyka Specjalistyczna. Cz. I: Założenia lingwistyczne dydaktyki języków specjalistycznych[1]
- 2007: Glottodydaktyka specjalistyczna. Cz. II: Bibliografia analityczna prac z zakresu dydaktyki języków specjalistycznych[1]
- 2010: Glottodydaktyka[1]
- 2011: Mariola Wierzbicka, Zdzisław Wawrzyniak (red.), Grammatik im Text und Diskurs (= Danziger Beiträge zur Germanistik Bd. 29, hrsg. von Andrzej Kątny). Peter Lang, Frankfurt am Main 2011, 392 s[1]
- 2012: Fachsprachenlinguistik[1]